# 400asa
400asa ist eine Schweizer Künstlergruppe, die Film, Theater und Hörspiele produziert. Zur Kerngruppe von 400asa gehören Meret Hottinger, Wanda Wylowa, Julian M. Grünthal, Michael Sauter, Samuel Schwarz und Philipp Stengele. Regelmäßige Gäste bei 400asa sind unter anderem Ted Gaier von der Punkband Die Goldenen Zitronen, Kaspar Weiss und Philippe Graber.

## Geschichte
Die von Samuel Schwarz im Herbst 2006 im Stadttheater St. Gallen inszenierte Aufführung von Schillers Wilhelm Tell erregte grosse Empörung. Schwarz liess Tell, den er laut eigener Aussage im Schweizer Fernsehen als «negativen Menschen» betrachte, in der Gestalt von Friedrich Leibacher, dem Amokläufer von Zug, auftreten. Besonders befremdend wurde dabei die Tatsache empfunden, dass die Premiere nur zwei Tage nach dem 5. Jahrestag des Zuger Attentates, bei welchem 15 Menschen getötet wurden, stattfand.
Die Auseinandersetzung mit Terrorismus und polarisierenden Persönlichkeiten setzte 400asa 2011 fort in einer Inszenierung von Marlene Streeruwitz Roman Entfernung am Schauspielhaus Wien. Bei Der Sender"  spielte 400asa mit den Mitteln des Musicals. Immer wichtiger wird für 400asa seit 2007 die Bespielung des öffentlichen Raums, wie der Natur.
Als Regisseure treten Samuel Schwarz und Julian M. Grünthal, Meret Hottinger in Erscheinung, aber auch Gäste wie Ed Hauswirth von der Grazer Truppe Theater im Bahnhof oder der Musiker Ted Gaier. Wichtig ist 400asa die Zusammenarbeit mit jungen Autoren. So arbeitete 400asa mit dem Dramatiker Lukas Bärfuss, dem Lyriker Raphael Urweider zusammen, aber auch mit Autoren wie Tim Zulauf, Sabine Wen-Ching Wang, Jana Burbach und der deutsch-libanesischen Autorin Claudia Basrawi.
Seit 2010 konzentriert sich die Gruppe vermehrt auf Projekt mit einem Transmedia-Ansatz. Das transmediale Grossprojekt Der Polder entsteht seit 2012 und hatte 2013 drei Manifestationen in Bern, Sils Maria und Zürich. Um versteckter auftreten zu können, nennt sich die Gruppe bisweilen auch stadttheater.tv. Seit 2009 existiert von 400asa ein Ableger in Berlin. Es wurde – gemeinsam mit Ted Gaier und Claudia Basrawi die Gruppe 400asa Sektion Nord entwickelt. Die Produktionen Der Sumpf und Flow entstanden unter diesem neuen Label, das sich besonders auf Stadtbespielungen und die Zusammenarbeit mit Berliner Autoren und Musikern konzentriert. In der Pandemie initiierte die Gruppe das Maison du Futur, ein Kompetenzzentrum für Literatur und kulturelle Teilhabe, welches an verschiedenen Orten mittels Funktechnologie Lesungen und Theater ermöglichte. So entwickelte die Gruppe u. a. Workshops mit Jugendlichen in dem Freibad Letzigraben, über welche das Schweizer Fernsehen berichtete.
2008 gründete 400asa Filmproduktionsfirma. Mit ihrem ersten Spielfilm Mary & Johnny gewann 400asa 2012 den Berner Filmpreis, ebenso wurde der Film an den Internationalen Hofer Filmtagen gezeigt und erhielt am Filmfestival Max Ophüls Preis eine lobende Erwähnung. 400asa entwickelt seit 2012 das transmediale Projekt Der Polder, das aus Alternate Reality Games im schweizerischen und deutschen Stadtraum besteht. Aus dem Stadtspiel Der Polder wurde 2016 ein abendfüllender Spielfilm, der mehrere Preise gewann, u. a. den Mèlies d'argent in Trieste (Produktion: Dschoint Venture und 400asa)

## Werkauswahl
- Der Polder. (2013/2014/2015, Transmedia-Projekt, in Ko-Produktion mit Brainstorm Digital, Migros)
- Mary & Johnny. (2012, Spielfilm, in Ko-Produktion mit Kamm(m)acher GmbH)
- Flow. (2009, 400asa Sektion Nord, Sophiensäle Berlin)
- Entfernung. (2011, Ko-Produktion mit Schauspielhaus Wien)
- La Cérémonie. (2010, Uraufführung in Peking, Peng Hao Theatre, Koproduktion mit Theaterspektakel Zürich)
- Jenatsch. (2009, Ko-Produktion mit Theater Chur & Churer Ensemble)
- Der Sumpf. (2009, 400asa Sektion Nord, Sophiensäle Berlin)
- Der Partyschreck. (2008, in Koproduktion mit Theater im Bahnhof, Graz)
- Der Bus. (2007, Theateraufführung in den Wäldern Graubündens)
- Der Sender. (2007, Theater)
- Hybrid. (2006, Filmskizzen)
- Vom Limmatplatz zum Xenix. (2006, Filmskizze von Simon Jaquemet)
- Othello – Ein Blue Movie. (2006, Film)
- Die 400asa-Show. (2005–2006, Hörspiel)
- Purgatoire. (2006, Theater)
- Enfer. (2006, Theater)
- CH-Rock, der Film. (2006, Film, in Produktion)
- Andorra.Babylon. (2005–2006, Film/Theater)
- Zürich 1917. (2005, Theater)
- Limbo. (2005, Theater)
- Andorra. (2005, Theater)
- CH-Rock. (2004–2005, Theater)
- Davos. Eine Expedition ins Gebirge. (2004, Film/Theater)
- B. – Ein Stück über Sport und Behinderung. (2004, Theater)
- Zombies – Herbst der Untoten. (2003–2005, Theater)
- Hob(b)y-Hamlet. (2003–2004, Theater)
- Ein Tor für die Revolution. (2003, Film)
- Salome. (2003, Theater)
- Miss Sara Sampson. (2002, Theater)
- Volkstribunal gegen Silvio Berlusconi et al. (2002, Theater)
- Bakchen. (2002, Theater)
- Aufstand der Unanständigen. (2002, Film)
- Medeää. (2000–2002, Theater)
- Othello. (2001, Theater)
- Neue Mitte. (2001, Theater)
- Vier Frauen. (2000, Theater)
- 17:17. (2000, Theater)
- Italienische Nacht. (1999, Theater)
- Röstiblitz. (1998, Hörspiel)
- LDP in Amerika. (1995, Film)

## Auszeichnungen
- 2016 Schweizer Theaterpreis[2]